# Elección para gobernador de Kentucky de 1915
La elección para gobernador de Kentucky de 1915 se llevó a cabo el 2 de noviembre de ese año. El candidato demócrata Augustus Owsley Stanley derrotó al republicano Edwin P. Morrow por poco más de cuatrocientos votos de diferencia.

## Resultados
| Partido                         | Partido     | Candidato           | Votos   | %     |
| ------------------------------- | ----------- | ------------------- | ------- | ----- |
|                                 | Demócrata   | Augustus O. Stanley | 219,991 | 49.06 |
|                                 | Republicano | Edwin P. Morrow     | 219,520 | 48.96 |
|                                 | Prohibición | L. L. Pickett       | 4,201   | 0.94  |
|                                 | Socialista  | Charles Dobbs       | 3,307   | 0.74  |
|                                 | Progresista | Fred J. Drexler     | 1,371   | 0.31  |
|                                 |             |                     |         |       |
| Total                           | Total       | Total               | 448,390 | 100   |
|                                 |             |                     |         |       |
| Fuente: Guide to U.S. Elections |             |                     |         |       |